# Acrossocheilus jishouensis
Acrossocheilus jishouensis és una espècie de peix cipriniforme de la família dels ciprínids que es troba a la Xina.